# Quai de l'Horloge
Le quai de l'Horloge est une voie située sur l’île de la Cité, dans le 1er arrondissement de Paris. 

## Situation et accès
Il longe le grand bras de la Seine, séparant cette île de la rive droite de la capitale.

## Origine du nom

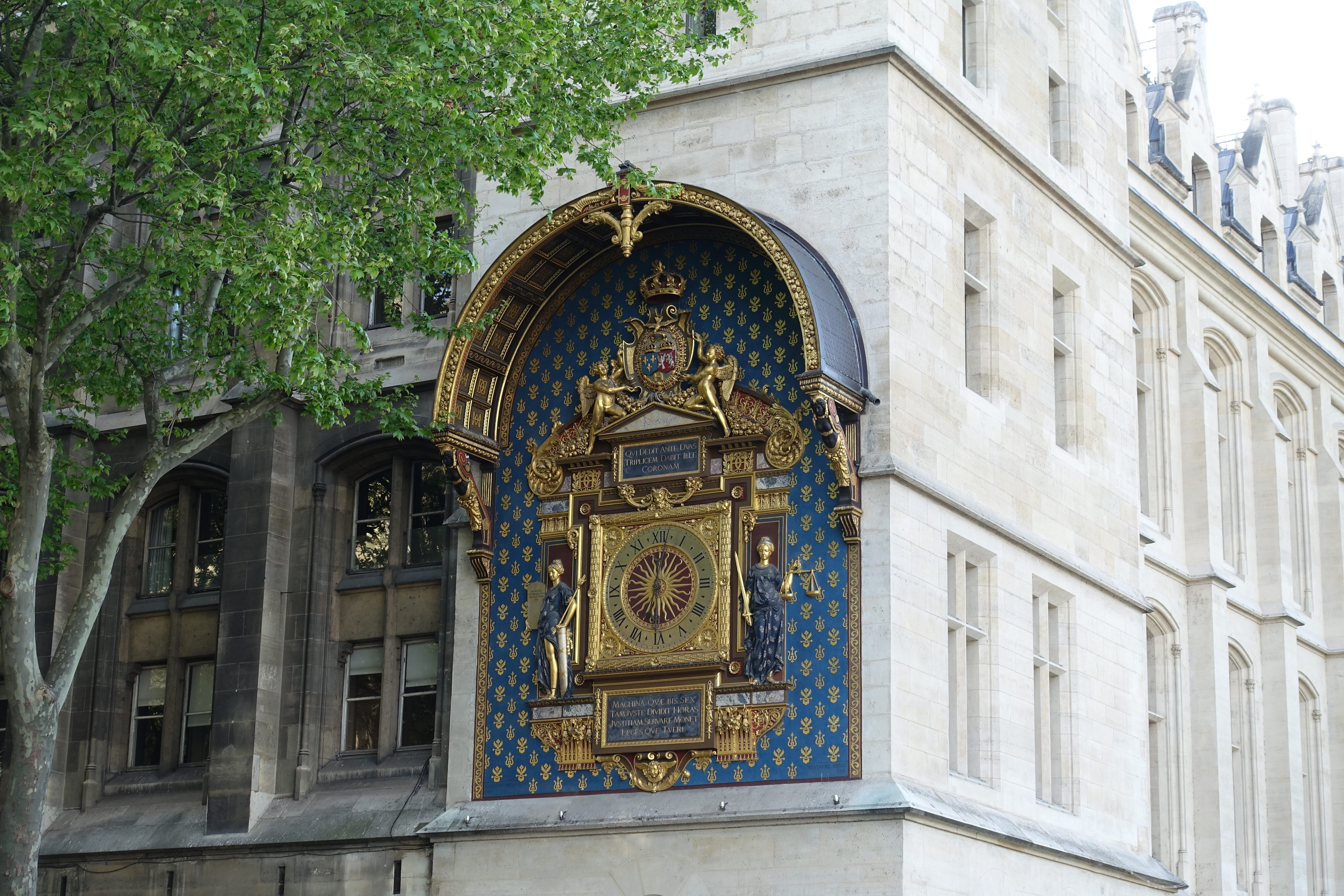
L'horloge et la tour du palais de la Cité dont le quai tire son nom.

Il doit son nom au voisinage de l'horloge ornant la tour de l'Horloge du palais de la Cité, qui fait partie du palais de justice de Paris (son cadran n'est cependant pas installé sur la face de la tour bordant le quai, mais sur celle bordant le boulevard du Palais).

## Historique
Jusqu'à la fin du XVIe siècle, l'île de la Cité s'arrêtait au bout du palais de la Cité. Plus au nord, se trouvait trois îlots alluvionnaires à fleur d'eau : l'îlot du Passeur-aux-Vaches (ou « île aux Bœufs »), l'île à la Gourdaine (appelée aussi « île du Patriarche ») et l'île aux Juifs. Entre la Seine et les murs qui entouraient le palais et son jardin, se trouvait un terrain en pente.
En 1578, il est décidé de construire un nouveau franchissement sur la Seine, le Pont-Neuf. Les trois îlots sont alors rattachés à l'île de la Cité. Pour cela, la construction du quai des Orfèvres et du quai de l'Horloge commence en 1580.
Les travaux sont terminés en 1611. Il est cité sous le nom de « rue du quay de l'isle du Pallais, du costé de la Megisserye » dans un manuscrit de 1636. Il porta les noms de « Grand-Cours-d'Eau », « des Morfondus », puis « du Nord » sous la Révolution de 1789.
En 1702, le quai, qui fait partie du quartier de la Cité, possède 46 maisons et 14 lanternes
Le peintre François Marot (1666-1719) était installé quai de l'Horloge, à l'enseigne du « Mouton », quand il fut reçu, en 1702, à l'académie royale de peinture.
Durant les Trois Glorieuses, la voie fut le théâtre d'affrontement entre les insurgés et la troupe.
Le 30 mars 1918, durant la Première Guerre mondiale, un obus lancé par la Grosse Bertha explose quai de l'Horloge, devant le pont d'Arcole. Le 15 avril 1918, un autre obus tombe au no 35.

## Bâtiments remarquables, et lieux de mémoire

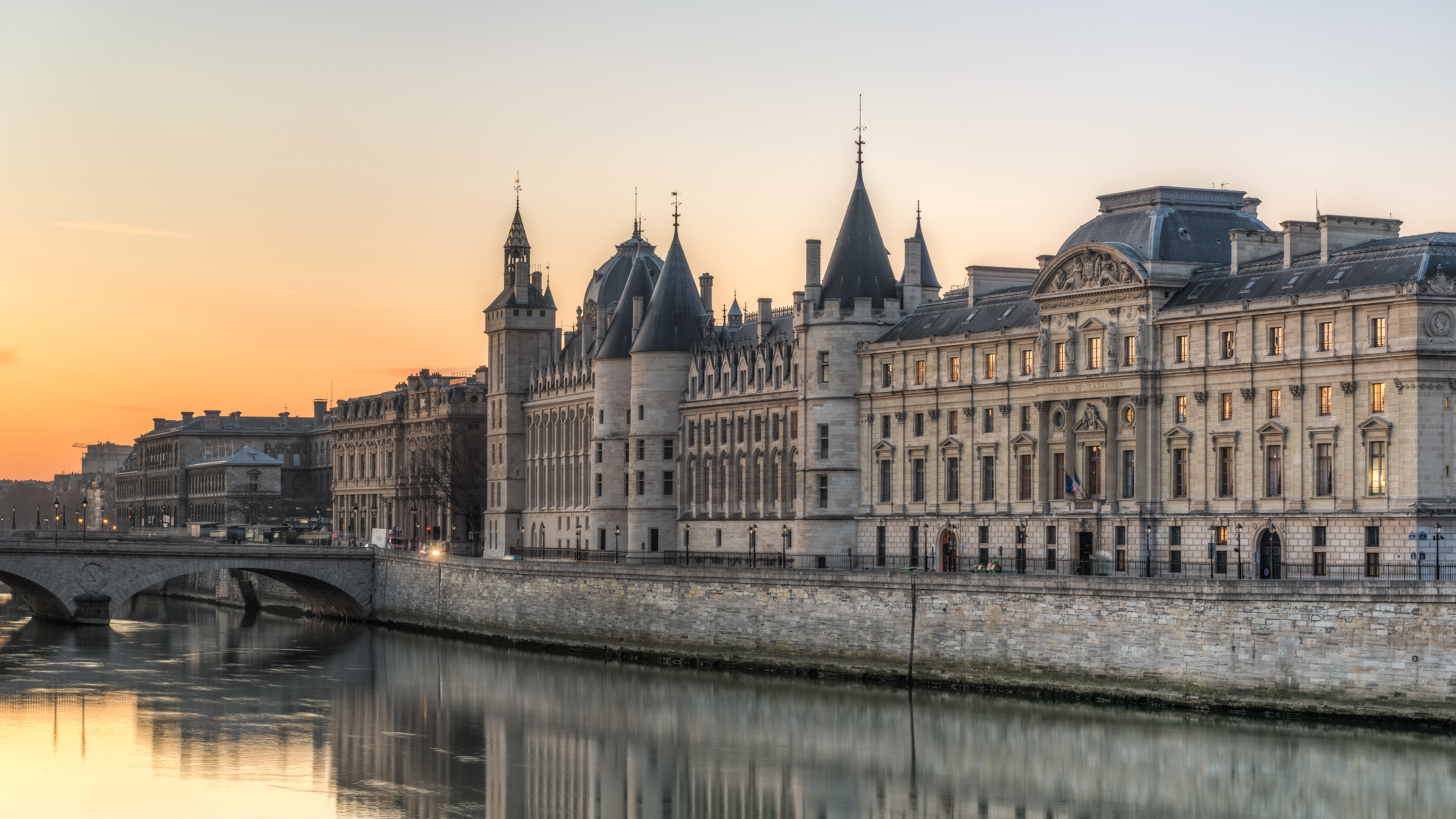
Bâtiments de la Conciergerie et de la Cour de cassation.

- Le quai est bordé en son début, c'est-à-dire la section la plus au sud-est débutant à la tour de l'Horloge au coin du boulevard du Palais, par les plus anciens bâtiments du palais de la Cité, baptisé « Conciergerie », qui renferme notamment des salles gothiques, à savoir la salle des gens d’armes, la rue de Paris, la salle des gardes et les cuisines.
  - Le long du bâtiment, subsistent d’anciens réverbères à gaz d’éclairage, fonctionnant aujourd’hui à l’électricité. Ils sont dotés d’une barre métallique horizontale qui servait d’appui à l’échelle des allumeurs lors de l’entretien[5].

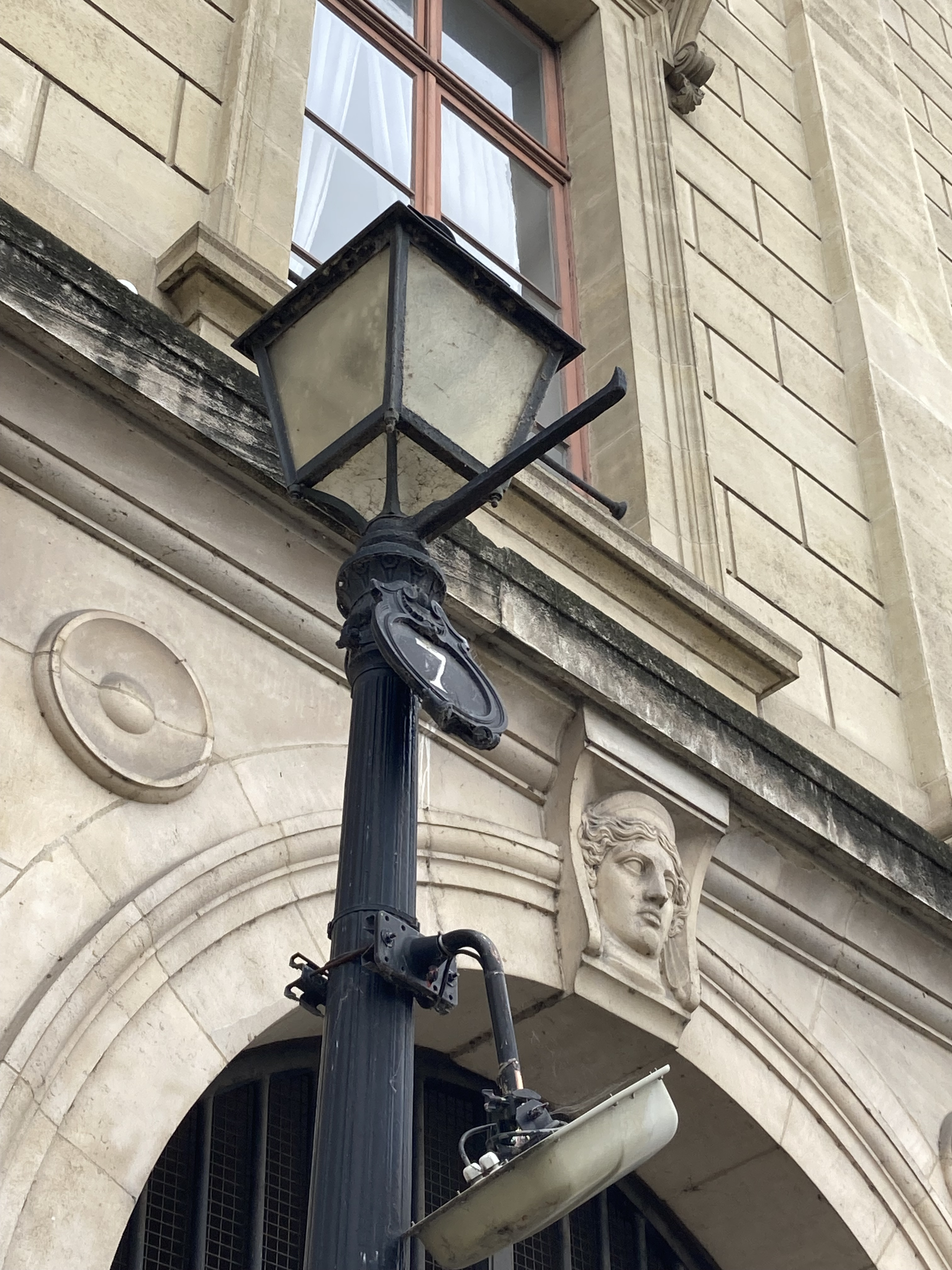
Réverbère avec sa barre d'appui.

- No 5 : la Cour de cassation. Autre élément du vaste ensemble constituant le Palais de Justice, son bâtiment s'élève dans le prolongement de la Conciergerie, là où se trouvent avant le Second Empire des petites maisons privées et des échoppes. Sa longue construction est entreprise en 1861 par l'architecte Louis Lenormand, facilitée par un nouveau tracé du quai de l'Horloge. À sa mort, son successeur Joseph-Louis Duc la poursuit dès 1862, respectant le projet initial tout en y apportant de multiples modifications, et il personnalise encore plus son œuvre après l'incendie causé par la Commune en 1871, quand certaines parties doivent alors être reconstruites. Les travaux se poursuivent encore après 1879 avec son successeur Ernest-Georges Coquart et sont enfin achevés par Paul Blondel. L'inauguration a lieu le 6 avril 1892.
Entre la Cour de cassation et le no 19 du quai de l'Horloge s'embranche la rue de Harlay (ouverte vers 1607).

- Nos 19, 21 et 23 (anciens nos 59, 61 et 63) : immeubles datant d'avant 1800, rénovés, réaménagés et réunis dans les années 1990, formant un ensemble baptisé « Hôtel de Harlay » et accueillant la Maison du barreau de Paris.
- No 31 : Louis-Vincent Chevalier (1743-1800), ingénieur-opticien, fonda ici sa maison. Son fils Vincent Chevalier (1770-1841) lui succéda. L'adresse de l'établissement de celui-ci est l'ancien numéro 69, quai de l'Horloge (devenu l'actuel no 29). Charles Chevalier (1804-1859), fils de Vincent, y travailla avec son père de 1820 à 1830 avant de s'établir en 1831 à son compte au Palais-Royal. En 1859, Arthur Chevalier (1830-1874) reprendra la direction de la maison de l’île de la Cité[6].
- No 37 : Marcelle Lesage y dirige la librairie « À la Folie du Sage » de 1926 à 1927[7],[8],[9].
- No 39 (ancien no 79 ; ayant aussi pour adresse l'actuel no 26 place Dauphine) : immeuble appartenant à la famille de Polignac lorsqu’en 1775, juste après son mariage, Abraham-Louis Breguet (1747-1823) s’y installe et fonde la maison d’horlogerie Breguet[10]. Près de cent ans plus tard, en 1872, des ateliers plus adaptés sont inaugurés au 81, boulevard du Montparnasse (6e arrondissement), mais la maison maintient son siège sur le quai de l'Horloge.
- No 41 (ancien no 81 ; ayant aussi pour actuelles adresses les numéros 13, place du Pont-Neuf, 28, rue Henri-Robert et 28, place Dauphine) :
  - maison (1630) bénéficiant d'une triple exposition avec du côté du couchant une vue imprenable sur le terre-plein du Pont-Neuf où se dresse la statue équestre d'Henri IV, sur le square du Vert-Galant et, au-delà, sur le cours de la Seine vers l'aval avec les ponts et les édifices prestigieux qui bordent le fleuve ;
  - Madame Roland (1754-1793), salonnière et personnalité politique de la Révolution y est née.
- No 69[réf. nécessaire] : ici se trouvait l'ancien atelier de Jean Lerebourg[Qui ?],[Quand ?] auquel succéda Vincent Chevalier[réf. nécessaire], ingénieur-opticien, qui travaille à cet endroit sur la conception de lentilles achromatiques pour microscopes et commercialise chambre obscure et chambre claire entre 1821 et 1831 avec son fils, Charles Chevalier[11].

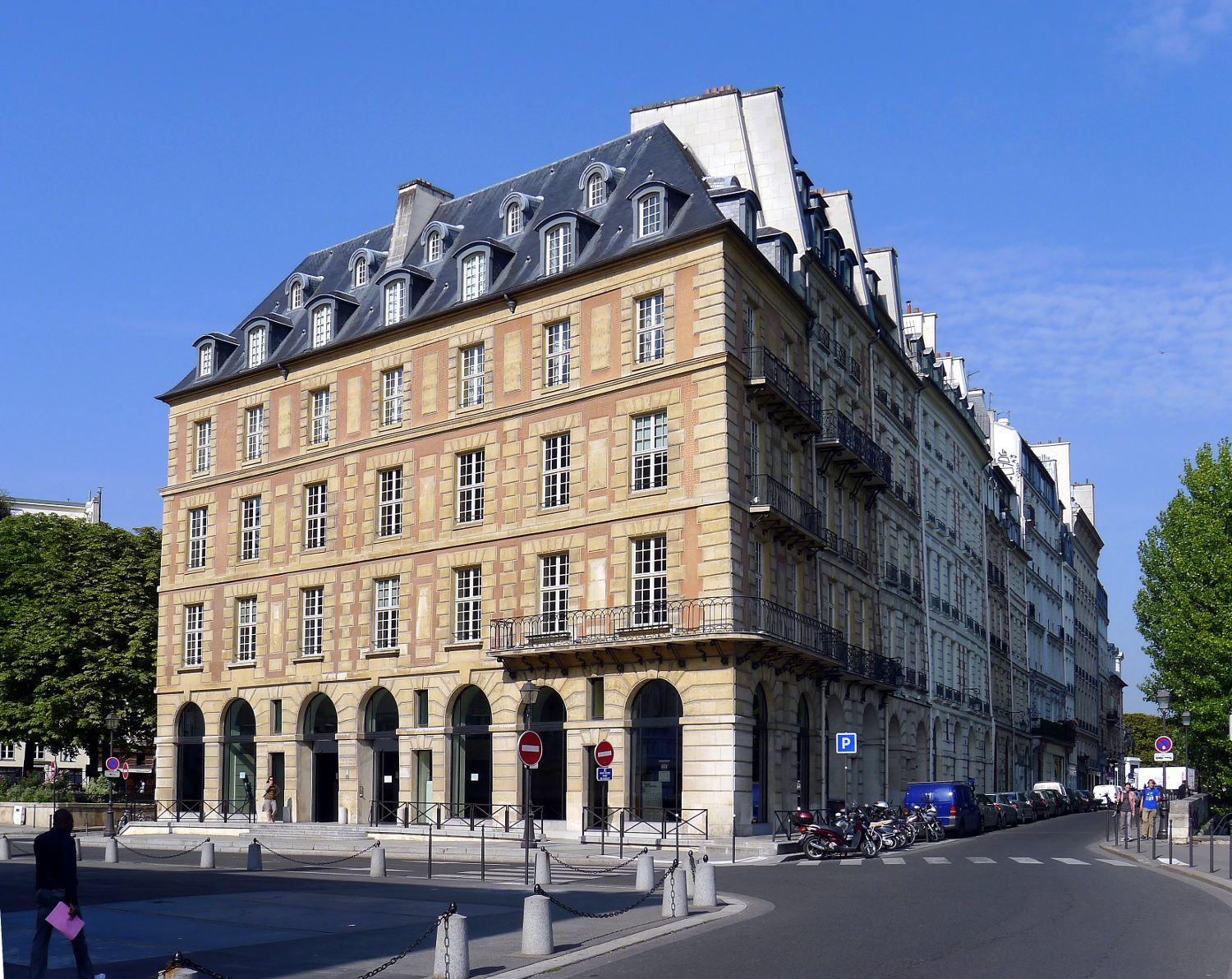
Nos 19, 21 et 23. « Hôtel de Harlay » accueillant la Maison du barreau de Paris.
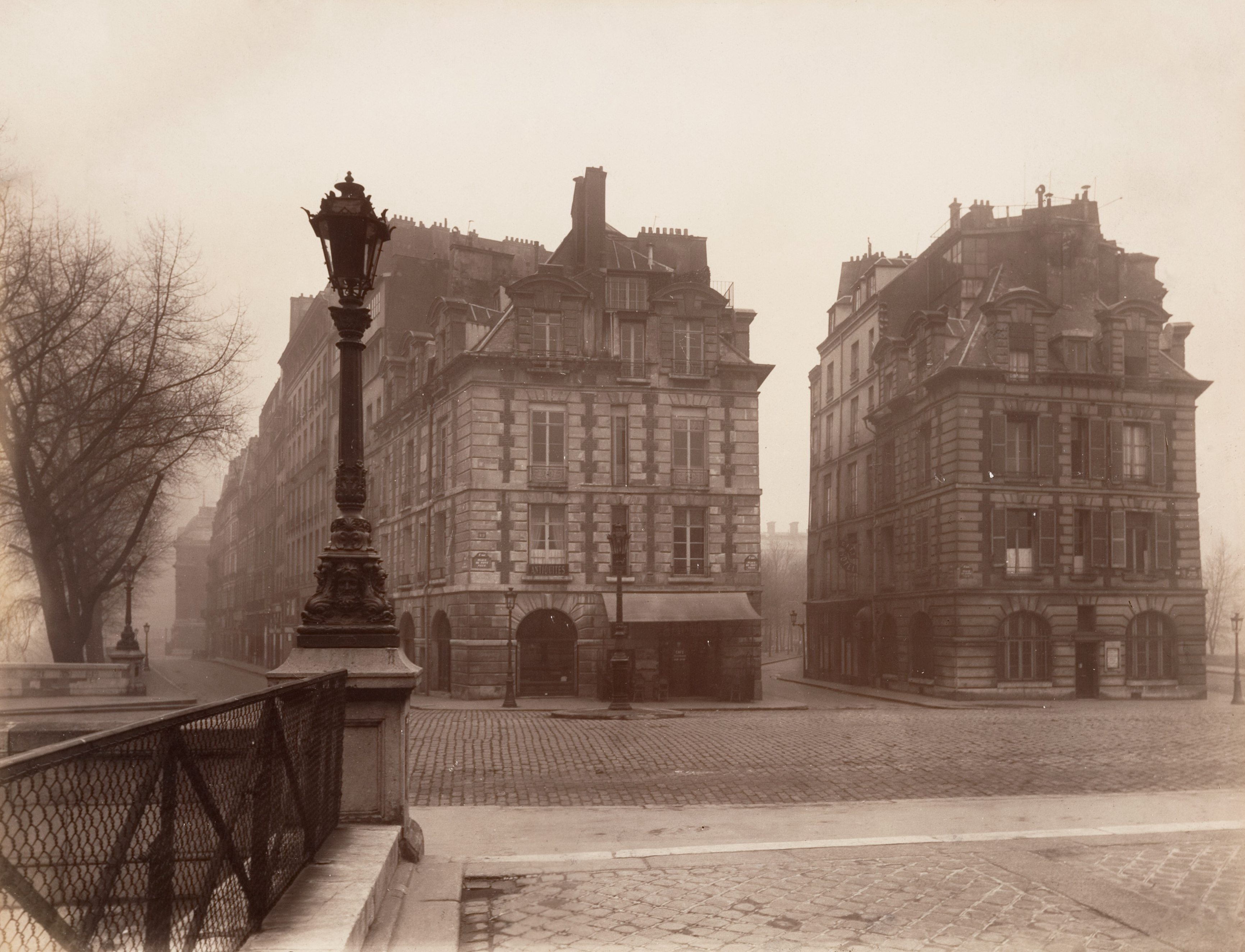
A gauche : la dernière maison du quai de l'Horloge (no 41) faisant angle avec la place du Pont-Neuf (no 12). Photographie par Eugène Atget (1925).
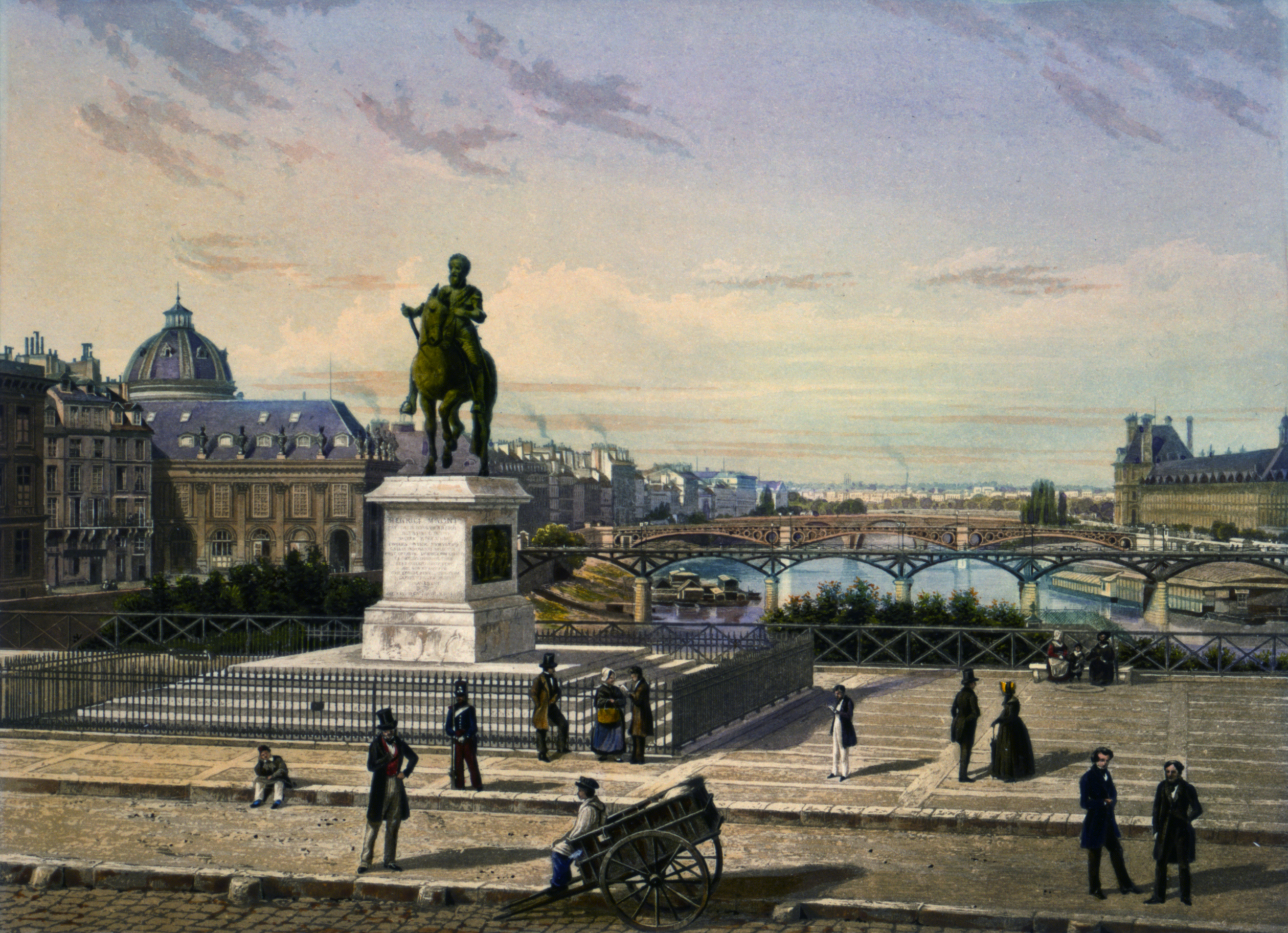
Vue depuis la dernière maison du quai de l'Horloge en direction du couchant (photographie prise par Noël Paymal Lerebours en 1848).

## Pour approfondir